# Ufufuyane
Ufufuyane oder Ufufunyane, auch benannt als Saka, ist eine kulturgebundene Verhaltensstörung, die in Südafrika und in Kenia auftritt. Dabei kommt diese psychische Störung hauptsächlich in der Bevölkerung der Bantu (u. a. Zulus), sowie verwandter Gruppen vor. Ufufuyane äußert sich unter anderem durch Schluchzen, Schreien, wiederholte Wortneuschöpfungen (Neologismen), Lähmungen, Trance-ähnliche Benommenheit, Stupor oder Krämpfe. Betroffen sind vor allem junge, unverheiratete Frauen, die diesen Angstzustand zum Beispiel magischen Zaubertränken von zurückgewiesenen Liebhabern zuschreiben. Es werden auch Albträume mit sexuellen Inhalten oder auch Zustände temporärer Blindheit während der Ufufuyane beschrieben. Dieser Zustand kann sich über Tage oder Wochen hinziehen, wobei Ufufuyane zum Beispiel durch das Erblicken eines Mannes oder eines Fremden ausgelöst werden kann.

## Klassifizierung
Nach der ICD-10-Klassifizierung der Weltgesundheitsorganisation WHO werden die Codes F44.3 und F44.7 (Neurotische, Belastungs- und somatoforme Störungen) vorgeschlagen. Die Verhaltensstörung arktische Hysterie (Pibloktoq) zeigt ein ähnliches Krankheitsbild.